# Athinaikos AS
L'Athīnaïkos Athlītikos Syllogos (grec: Αθηναϊκός Αθλητικός Σύλλογος), també anomenat Athinaikos Vyronas, és un club esportiu grec de la ciutat d'Atenes. Va ser fundat l'any 1917 a Plaka. Als anys 1950 el club es traslladà a Vyronas i es fusionà amb Nea Elvetia (fundat el 1935), anomenant-se Athinaikos Neas Elvetias AS (grec: Αθηναϊκός Νέας Ελβετίας Αθλητικός Σύλλογος).
L'Athinaikos té seccions de futbol, bàsquet i handbol.

## Secció d'Handbol
És un dels clubs d'handbol grec amb més èxit amb títols tant masculins com femenins.
Palmarès Masculí
- Lliga grega
  - Guanyadors (1): 2005
- Copa grega
  - Guanyadors (3): 1997, 2005, 2006

Palmarès Femení
- Lliga grega
  - Guanyadores (2): 1987, 1988
- Copa grega
  - Guanyadores (3): 1988, 1995, 1997